# 费马小定理
费马小定理（英語：Fermat's little theorem）是数论中的一个定理。假如{\displaystyle a}是一个整数，{\displaystyle p}是一个質数，那么{\displaystyle a^{p}-a}是{\displaystyle p}的倍数，可以表示为
{\displaystyle a^{p}\equiv a{\pmod {p}}}
如果{\displaystyle a}不是{\displaystyle p}的倍数，這個定理也可以寫成更加常用的一種形式
{\displaystyle a^{p-1}\equiv 1{\pmod {p}}}
註：如果{\displaystyle a}是{\displaystyle p}的倍数，則
{\displaystyle a^{p-1}\equiv 0{\pmod {p}}}
費馬小定理的逆敘述不成立，即假如{\displaystyle a^{p}-a}是{\displaystyle p}的倍数，{\displaystyle p}不一定是一个質数。例如{\displaystyle 2^{341}-2}是{\displaystyle 341}的倍数，但{\displaystyle 341=11\times 31}，不是質数。滿足費馬小定理的合數被稱為费马伪素数。

## 历史

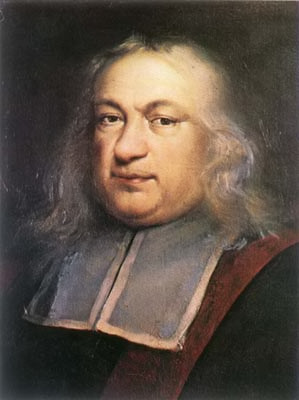
皮埃爾·德·費馬

皮埃爾·德·費馬于1636年发现了这个定理。在一封1640年10月18日的信中他第一次使用了上面的书写方式。在他的信中费马还提出a是一个素数的要求。
1736年，歐拉出版了一本名為“一些與素數有關的定理的證明”（拉丁文：Theorematum Quorundam ad Numeros PRIMOS Spectantium Demonstratio）”的論文集，其中第一次给出了證明。但從萊布尼茨未發表的手稿中發現他在1683年以前已經得到幾乎是相同的證明。

有些數學家獨立提出相關的假說（有時也被錯誤地稱為中國猜想），當{\displaystyle 2^{p}\equiv 2{\pmod {p}}}成立時，p是質數。這是費馬小定理的一個特殊情況。然而，這一假說的前設是錯的：例如，{\displaystyle 2^{341}\equiv 2{\pmod {341}}}，而{\displaystyle 341=11\times 31}是一個偽素數。所有的偽素數都是此假說的反例。

### 卡邁克爾數
如上所述，中國猜想仅有一半是正确的。符合中國猜想但不是素数的数被称为伪素数。
更极端的反例是卡迈克尔数：
假設{\displaystyle a}與561互质，則{\displaystyle a^{560}}被561除都余1。这样的数被称为卡邁克爾數，561是最小的卡邁克爾数。Korselt在1899年就给出了卡邁克爾數的等价定义，但直到1910年才由卡邁克爾（Robert Daniel Carmichael）发现第一个卡邁克爾数：561。1994年William Alford、Andrew Granville及Carl Pomerance证明了卡邁克爾数有无穷多个。

## 证明

### 方法一
（i）若{\displaystyle a}是整数，{\displaystyle p}是质数，且{\displaystyle \gcd(a,p)=1}。若{\displaystyle p}不能整除{\displaystyle x-y}，则{\displaystyle p}不能整除{\displaystyle a(x-y)}。取整數集{\displaystyle A}为所有小於{\displaystyle p}的正整数集合（{\displaystyle A}构成{\displaystyle p}的完全剩余系，即{\displaystyle A}中不存在两个数同余{\displaystyle p}），{\displaystyle B}是{\displaystyle A}中所有的元素乘以{\displaystyle a}组成的集合。因为{\displaystyle A}中的任何两个元素之差都不能被{\displaystyle p}整除，所以{\displaystyle B}中的任何两个元素之差也不能被{\displaystyle p}整除。
換句話說，{\displaystyle \gcd(a,p)=1}，考慮{\displaystyle 1\times a,2\times a,3\times a,....(p-1)\times a}共{\displaystyle (p-1)}個數，將它們分別除以{\displaystyle p}，餘數分別為{\displaystyle r_{1},r_{2},r_{3},....,r_{p-1}}，則集合{\displaystyle \{r_{1},r_{2},r_{3},....,r_{p-1}\}}為集合{\displaystyle \{1,2,3,\ldots ,(p-1)\}}的重新排列，即{\displaystyle 1,2,3,\ldots ,(p-1)}在餘數中恰好各出現一次；這是因為對於任兩個相異{\displaystyle k*a}而言（{\displaystyle k=1,2,3,\ldots ,(p-1)}），其差不是{\displaystyle p}的倍數（所以不會有相同餘數），且任一個{\displaystyle k*a}亦不為{\displaystyle p}的倍數（所以餘數不為0）。因此
{\displaystyle 1\cdot 2\cdot 3\cdot \dots \cdot (p-1)\equiv (1\cdot a)\cdot (2\cdot a)\cdot \dots \cdot ((p-1)\cdot a){\pmod {p}},}
即 
{\displaystyle W\equiv W\cdot a^{p-1}{\pmod {p}},}
在这里{\displaystyle W=1\cdot 2\cdot 3\cdot \ldots \cdot (p-1)}，且{\displaystyle (W,p)=1}，因此将整个公式除以{\displaystyle W}即得到： 
{\displaystyle a^{p-1}\equiv 1{\pmod {p}}}
也即 {\displaystyle a^{p}\equiv a{\pmod {p}}}
（ii）若{\displaystyle p}整除{\displaystyle a}，则显然有{\displaystyle p}整除{\displaystyle a^{p}}，即{\displaystyle a^{p}\equiv a\equiv 0{\pmod {p}}}。

### 方法二
若{\displaystyle p}为质数，{\displaystyle n}为整数，且{\displaystyle p\geq n}。考慮二項式係數{\displaystyle {\tbinom {p}{n}}={\tfrac {p!}{n!(p-n)!}}}，並限定{\displaystyle n}不為{\displaystyle p}或{\displaystyle 0}，則由於分子有質數{\displaystyle p}，但分母不含{\displaystyle p}，故分子的{\displaystyle p}能保留，不被約分而除去，即{\displaystyle {\tbinom {p}{n}}}恆為{\displaystyle p}的倍數。
再考慮{\displaystyle (b+1)^{p}}的二項式展開，模{\displaystyle p}，則
{\displaystyle (b+1)^{p}\equiv {\dbinom {p}{p}}b^{p}+{\dbinom {p}{p-1}}b^{p-1}+{\dbinom {p}{p-2}}b^{p-2}+\dots +{\dbinom {p}{2}}b^{2}+{\dbinom {p}{1}}b^{1}+{\dbinom {p}{0}}b^{0}{\pmod {p}}}
{\displaystyle \equiv {\dbinom {p}{p}}b^{p}+{\dbinom {p}{0}}b^{0}{\pmod {p}}}
{\displaystyle \equiv b^{p}+1{\pmod {p}}}
因此
{\displaystyle (b+1)^{p}\equiv b^{p}+1{\pmod {p}}}
{\displaystyle \equiv (b-1)^{p}+1+1{\pmod {p}}}
{\displaystyle \equiv (b-2)^{p}+1+1+1{\pmod {p}}}
{\displaystyle \equiv (b-3)^{p}+1+1+1+1{\pmod {p}}}
{\displaystyle \dots }
{\displaystyle \equiv {\begin{matrix}\underbrace {1+1+\dots +1+1} \\b+1\end{matrix}}{\pmod {p}}}
{\displaystyle \equiv b+1{\pmod {p}}}
令{\displaystyle a=b+1}，即得{\displaystyle a^{p}\equiv a{\pmod {p}}}。

### 方法三
在抽象代数教科书中，费马小定理常作为教授拉格朗日定理时的一个简单例子。显然只需考虑 {\displaystyle (a,p)=1} 情形。此时模 {\displaystyle p} 所有非零的余数，在同余意义下对乘法构成一个群，这个群的阶是 {\displaystyle p-1}。考虑群中的任何一个元素 {\displaystyle b}，根据拉格朗日定理，{\displaystyle b} 的阶必整除群的阶。证毕。

## 應用
- 計算{\displaystyle 2^{100}}除以13的餘數

{\displaystyle 2^{100}\equiv 2^{12\times 8+4}{\pmod {13}}}
{\displaystyle \equiv (2^{12})^{8}\cdot 2^{4}{\pmod {13}}}
{\displaystyle \equiv 1^{8}\cdot 16{\pmod {13}}}
{\displaystyle \equiv 16{\pmod {13}}}
{\displaystyle \equiv 3{\pmod {13}}}
故餘數為3。
- 證明對於任意整數a而言，{\displaystyle a^{13}-a}恆為2730的倍數。
  - 易由{\displaystyle a^{p-1}\equiv 1{\pmod {p}}}推得{\displaystyle a^{n(p-1)+1}\equiv 1^{n}\cdot a\equiv a{\pmod {p}}}，其中{\displaystyle n}為正整數。
  - 故對指數13操作如下：13減1為12，12的正因數有1, 2, 3, 4, 6, 12，分別加1，為2, 3, 4, 5, 7, 13，其中2, 3, 5, 7, 13為質數，根據定理的延伸表達式，{\displaystyle a^{13}-a}為2的倍數、為3的倍數、為5的倍數、為7的倍數、為13的倍數，即2*3*5*7*13=2730的倍數。
- 證明對於任意整數a而言，{\displaystyle a^{22}-a^{2}}恆為3300的倍數。

- {\displaystyle a^{22}-a^{2}}為132的倍數。
  1. 模仿前述操作，11減1為10，10的正因數有1, 2, 5, 10，分別加1，為2, 3, 6, 11，其中2, 3, 11為質數，因此{\displaystyle a^{11}-a}為2, 3, 11的最小公倍數的倍數，即66的倍數。
  2. 考慮{\displaystyle a^{11}+a}，因為奇數的11次方仍為奇數，且奇數與奇數之和為偶數，故當a為奇數時，{\displaystyle a^{11}+a}為偶數；同理可知當a為偶數時，{\displaystyle a^{11}+a}仍為偶數。因此當a為任意整數時，{\displaystyle a^{11}+a}為偶數。
  3. 因此{\displaystyle a^{22}-a^{2}=(a^{11}-a)(a^{11}+a)=66}的倍數{\displaystyle \times 2}的倍數{\displaystyle =132}的倍數。
- {\displaystyle a^{22}-a^{2}}為25的倍數。
  - 由後文的欧拉定理可知{\displaystyle a^{20}\equiv 1{\pmod {25}}}（當a與25互質時），即{\displaystyle a^{21}\equiv a{\pmod {25}}}（當a為任意整數時）。因此{\displaystyle a^{22}-a^{2}=a(a^{21}-a)}為25的倍數。
- 因此{\displaystyle a^{22}-a^{2}}為132與25的的最小公倍數的倍數，即3300的倍數。

## 推广

### 欧拉定理
费马小定理是欧拉定理的一个特殊情况：如果 {\displaystyle (a,n)=1} ，那么
{\displaystyle a^{\varphi (n)}\equiv 1{\pmod {n}}}
这里 {\displaystyle \varphi (n)} 是欧拉函数。欧拉函数的值是所有小于或等于 {\displaystyle n} 的正整数中与 {\displaystyle n} 互質的数的个数。假如 {\displaystyle n} 是一个素数，则 {\displaystyle \varphi (n)=n-1} ，即费马小定理。
证明
上面证明费马小定理的群论方法，可以同理地证明欧拉定理。
考虑所有与 {\displaystyle n} 互素的数，这些数模 {\displaystyle n} 的余数所构成的集合，记为 {\displaystyle {\cal {S}}}，并将群乘法定义为相乘后模 {\displaystyle n} 的同余。显然 {\displaystyle {\cal {S}}} 是一个群，因为它对群乘法封闭（若 {\displaystyle (a,n)=1} 和 {\displaystyle (b,n)=1} 则 {\displaystyle (ab,n)=1}），含幺元（即“1”），且任何一个元素 {\displaystyle a} 的逆元素也在集合中（因为若 {\displaystyle a\in {\cal {S}}} 则由群乘法封闭性任何{\displaystyle a} 的幂次都在 {\displaystyle {\cal {S}}} 中，所以 {\displaystyle \langle a\rangle } 是 {\displaystyle {\cal {S}}} 这个有限集的子集）。根据定义， {\displaystyle {\cal {S}}} 的阶是 {\displaystyle \varphi (n)}，于是根据拉格朗日定理， {\displaystyle {\cal {S}}} 中任何一个元素的阶必整除 {\displaystyle \varphi (n)}。证毕。

### 卡邁克爾函數
卡邁克爾函數比欧拉函数更小。费马小定理也是它的特殊情况。
{\displaystyle a^{\lambda (n)}\equiv 1{\pmod {n}}}

### 多项式除法
因為{\displaystyle p|x^{p}-x\Rightarrow p^{k}|(x^{p}-x)^{k}}
所以由{\displaystyle x^{N}{\pmod {(x^{p}-x)^{k}}}}的結果可以得出{\displaystyle x^{N}{\pmod {p^{k}}}}的結果
用多項式除法可以得出{\displaystyle x^{N}}除以{\displaystyle (x^{p}-x)^{k}}的次數少於{\displaystyle p^{k}}的餘式
例如{\displaystyle 3\mid x^{3}-x}，由多項式除法得到{\displaystyle x^{5}=(x^{2}+1)(x^{3}-x)+x}，則{\displaystyle x^{5}\equiv x{\pmod {3}}}
這個餘式的一般結果是：
{\displaystyle \displaystyle x^{pk}\equiv \sum _{i=1}^{k}(-1)^{i-1}{\binom {k}{i}}x^{pk-(p-1)i}{\pmod {p^{k}}}}（除式）
{\displaystyle \displaystyle x^{pk+(p-1)n}\equiv \sum _{i=1}^{k}(-1)^{i-1}{\binom {n+i-1}{i-1}}{\binom {n+k}{k-i}}x^{pk-(p-1)i}{\pmod {p^{k}}}}
n=0时为除式，用数学归纳法证明余式。
求{\displaystyle x^{1000}{\pmod {5^{2}}}}
{\displaystyle x^{10+4n}\equiv (n+2)x^{6}-(n+1)x^{2}{\pmod {5^{2}}}}
{\displaystyle x^{1000}\equiv 249x^{8}-248x^{4}\equiv 24x^{8}-23x^{4}{\pmod {5^{2}}}}